# Stack-O-Tracks
A Stack-O-Tracks egy válogatásalbum amit a The Beach Boys adott ki, és annak a tizenöt dalnak az instrumentális alapjait tartalmazza amik meghatározták az együttes pályafutását. a Stack-O-Tracks úgymond oktatási célból készült azoknak, akik szerették volna jobban megismerni hogyan is épülnek fel a Beach Boys számai. A lemez egyedülállónak mondható mind a zenekar, mint a komplett zeneiparban, mivel az még nem fordult elő hogy egy egész lemezt csak a számok instrumentális változataival töltsék meg, azok inkább csak mint bónuszszámként, vagy egy kislemez B-oldalaként jelentek meg.
Ez volt a zenekar harmadik, egyben utolsó albuma 1968-ban; majdnem két hónappal előtte jött ki a Friends és egy időben adták ki a Best of the... sorozat harmadik lemezét a Best of The Beach Boys Vol. 3-at. Sokan úgy látták hogy ez az album volt a Capitol utolsó próbálkozása hogy még valahogy el tudják adni ezeket a dalokat. Azonban ez visszafele sült el, és ez lett az első Beach Boys album ami nem került fel a slágerlistákra sem ez Egyesült Államokban sem Angliában.
A Stack-O-Tracks a dalok zenei alapjaival, beleértve egy füzetet ami tartalmazza a basszust, a fő szólamot, az akkordokat, és a szöveget, egyértelműen ajándék azoknak a rajongóknak aki tudni szeretnék mi van a fantasztikus vokálharmóniák mögött. A Stack-O-Tracks hamar letűnt a polcokról és két évtizedig nem is nyomtatták, viszont 2001-ben a Capitol jónak látta a lemez újra kiadását CD-n, de az már nem tartalmazza a hozzá tartozó kis füzetet.

## Számlista
Minden dal Brian Wilson és Mike Love szerzemény, kivéve ahol jelölve van.
1. "Darlin'" – 2:12
2. "Salt Lake City" – 1:58
3. "Sloop John B" (Trad. arr. Brian Wilson) – 3:04
4. "In My Room" (Brian Wilson/Gary Usher) – 2:13
5. "Catch A Wave" – 2:00
6. "Wild Honey" – 2:35
7. "Little Saint Nick" – 1:49
8. "Do It Again" – 2:11
9. "Wouldn't It Be Nice" (Brian Wilson/Tony Asher/Mike Love) – 2:11
10. "God Only Knows" (Brian Wilson/Tony Asher) – 2:37
11. "Surfer Girl" (Brian Wilson) – 2:16
12. "Little Honda" – 1:36
13. "Here Today" (Brian Wilson/Tony Asher) – 3:06
14. "You’re So Good to Me" – 1:55
15. "Let Him Run Wild" – 2:13

- A Stack-O-Tracks jelenleg egy CD-n kapható a Beach Boys' Party!-val, korábban kiadatlan bónuszdalokkal kiegészítve.
- Stack-O-Tracks (Capitol (D) KAO 2893) nem került fel a listákra sem az USA-ban, sem Angliában.

## Fordítás
- Ez a szócikk részben vagy egészben  a   Stack-O-Tracks című angol Wikipédia-szócikk fordításán alapul.  Az eredeti cikk szerkesztőit annak laptörténete sorolja fel. Ez a jelzés csupán a megfogalmazás eredetét és a szerzői jogokat jelzi, nem szolgál a cikkben szereplő információk forrásmegjelöléseként.